# Tra due donne (film 2001)
Tra due donne è un film del 2001 diretto da Alberto Ferrari.

## Trama
La storia ambientata nel 1914 narra della storia d'amore fra Maurizio Della Morte e una donna sposata Almerinda che finirà con il lasciarlo al che l'uomo partirà per la guerra ritrovando in seguito la donna nell'ospedale dove viene ricoverato in seguito ad una ferita.